# Papyrusspötter
Der Papyrusspötter (Calamonastides gracilirostris, Syn.: Chloropeta gracilirostris), auch Gelbbauch-Rohrsänger genannt, nicht mit dem Papyrusrohrsänger zu verwechseln, ist ein Singvogel aus der Familie der Rohrsängerartigen (Acrocephalidae) und der einzige Vertreter der somit monotypischen Gattung Calamonastides. Er ist ein seltener, lokaler Standvogel in Sümpfen in Teilen Ostafrikas.
Das Artepitheton leitet sich von lateinisch gracilis („schlank“) und rostrum („Schnabel“) ab, bedeutet also so viel wie „dünnschnäbelig“. Der Gattungsname kommt hingegen aus dem Griechischen von kalamos („Schilf“) und astēs („Sänger“).

## Beschreibung

### Aussehen
Der Papyrusspötter ist mit einer Größe von 13,5 cm und einem Gewicht von 9,6–12,5 g ein mittelgroßer, kompakt gebauter Spötter mit kurzen Flügeln, aber recht langem Schwanz und Beinen. Im Körperbau erinnert er an einen Rohrsänger. Es besteht kein Sexualdimorphismus.
Vögel der Nominatform C. g. gracilirostris sind oberseits dunkelolivbraun gefärbt, mit einem grünlichen Anflug auf Oberkopf und Mantel sowie mit einer warmen zimtbraunen oder fuchsroten Tönung auf Bürzel, Oberschwanzdecken und Flügeldecken. Die Handschwingenprojektion ist sehr kurz. Die Unterseite ist von gelber Farbe, das am Kinn und an der Kehle am hellsten ist und auf der undeutlich olivfarben gestreiften Brust dumpfer ist. Die Flanken sowie Unterschwanzdecken sind ockerfarben getönt. Der Schwanz ist deutlich erkennbar in zwölf breite, runde Federn unterteilt. Es ist kein Überaugenstreif zu erkennen, allerdings ein schwacher dunkler Augenstreif. Ansonsten haben die Kopfseiten inklusive Wangen und Ohrdecken dieselbe grünlich-olivfarbene Färbung wie der recht flache Oberkopf. Die Iris ist auffällig orangerot gefärbt. Der lange, dünne Schnabel ist oben dunkelgrau und unten rosabraun. Die recht dicken Beine und Füße sind dunkelgrau, wobei die langen, aber dünnen Zehen an das Umklammern von Papyrushalmen angepasst sind.
Vögel der Unterart C. g. bensoni sind oberseits einfarbiger und dunkler olivbraun ohne warme, gelbbraune Tönung auf den Flügeln, Oberschwanzdecken und auf der Unterseite. Der Bürzel ist bräunlich-olivgrün gefärbt. Die Brustseiten und Flanken sind mit einer olivbraunen Tönung überzogen. Außerdem ist der Schnabel breiter und oberseits schwärzlicher sowie unterseits weißlicher gefärbt, die Iris ist von blassgelber Farbe und die Beine und Füße sind komplett schwarz.
Jungvögel unterscheiden sich von adulten Vögeln durch das Fehlen von grünen und gelben Tönen. So ist der Kopf einfarbig gräulichbraun und die restliche Oberseite von lederfarbener bis brauner Farbe. Zudem ist die Brust pfirsichfarben, was auf den Flanken und Unterschwanzdecken zu einem hellen Gelbbraun übergeht. Auf den Flügeldecken sind durch orangebraune Federspitzen zwei Flügelfelder sichtbar.

### Artabgrenzung
Es besteht eine Verwechslungsmöglichkeit zu anderen Rohrsängerartigen wie beispielsweise zum Natalspötter, zum Kaprohrsänger, zum Papyrusrohrsänger und zur afrikanischen Unterart des Teichrohrsängers (A. b. cinnamomeus) sowie zu einem Schwirlverwandten, dem Sumpfbuschsänger.
Der Natalspötter kann wie der Papyrusspötter an Rändern von Paypyrussümpfen auftreten und stellt daher einen potenziellen Verwechslungskandidaten dar. Er hat allerdings eine grünere Oberseite, die einen Kontrast zum schwarzen Oberkopf bildet, einen schmalen, gelben Überaugenstreif, einen breiteren Schnabel, dunklere Flügeldecken und Schwanzfedern mit gelben Federsäumen, einen dünneren und nicht so deutlich unterteilten Schwanz sowie schlankere Beine. Außerdem ist sein Gesang viel lauter und anders aufgebaut.
Kap- und Papyrusrohrsänger sind deutlich größer, oberseits graubraun und unterseits nicht gelb gefärbt. Zudem haben sie kurze, deutliche Überaugenstreife und lautere, tiefere, kratzende Gesänge.
Den Sumpfbuschsänger kann man vom Natalspötter anhand seiner dunkelbraunen Oberseite und seines trockenen, sich beschleunigenden, trillernden Gesangs unterscheiden.
Der Teichrohrsänger (ssp. cinnamomeus) schließlich ist tendenziell kleiner sowie schlanker. Seine Unterseite ist zimtbraun, nicht gelb gefärbt, sein Schwanz ist kürzer, die Beine sind heller und dünner und die Krallen sind kürzer. Sein Gesang klingt quietschend und grell.

### Stimme
Der leise, scharf zischende oder pfeifende, klagende, aber flüssige Gesang wird unregelmäßig und nur zur Brutzeit sowie ohne feste Singwarte bei der Nahrungssuche in dichtem Bewuchs vorgetragen. Er besteht aus ca. (0,5) 0,7–0,8 s langen, zwei bis drei (seltener einen, vier oder fünf) Töne umfassenden Sequenzen, die als „to-tslo-wee“, „tee-tschlee-woo“, „tslo-tschlee-woo“ oder „tschlee-ow“ beschrieben wurden und in unregelmäßigen Abständen von mehreren Sekunden wiederholt werden. Meist ist dieselbe Sequenz mehrmals zu hören, bevor zu der nächsten übergegangen wird. In Kenia sind sie recht kurz und klingen metallisch. In Südwest-Uganda gibt es drei Hauptsequenzen: ein vier- bis fünftöniges, scharfes „gwo-gwo-gwo-gwo“, ein viertöniges, ratterndes, sich in Tonhöhe und Lautstärke steigerndes „brob-brob-chrip-chrip“ und ein schneller Ton, gefolgt von einem Triller („cotreeeeeeel“). Bei der sambischen Unterart C. g. bensoni gibt es ebenfalls drei Hauptsequenzen: ein dreitöniges „thweet-slow-whee“, ein trällerndes „phwit-slrrrlrlr-ow“ und ein hohes, trillerndes „putdreeeeeeel“, das dem der Vögel aus Uganda ähnelt.
Die Rufe sind nicht bekannt.

### Verhalten
Der Papyrusspötter ist meist einzeln oder paarweise zu beobachten. Die Nahrungssuche erfolgt in allen Höhenschichten des Papyrus, jedoch vorwiegend über Wasser. Dabei hüpft er rohrsängerähnlich von Halm zu Halm und pflückt dabei kleine Insekten auf.

## Verbreitung und Wanderungen

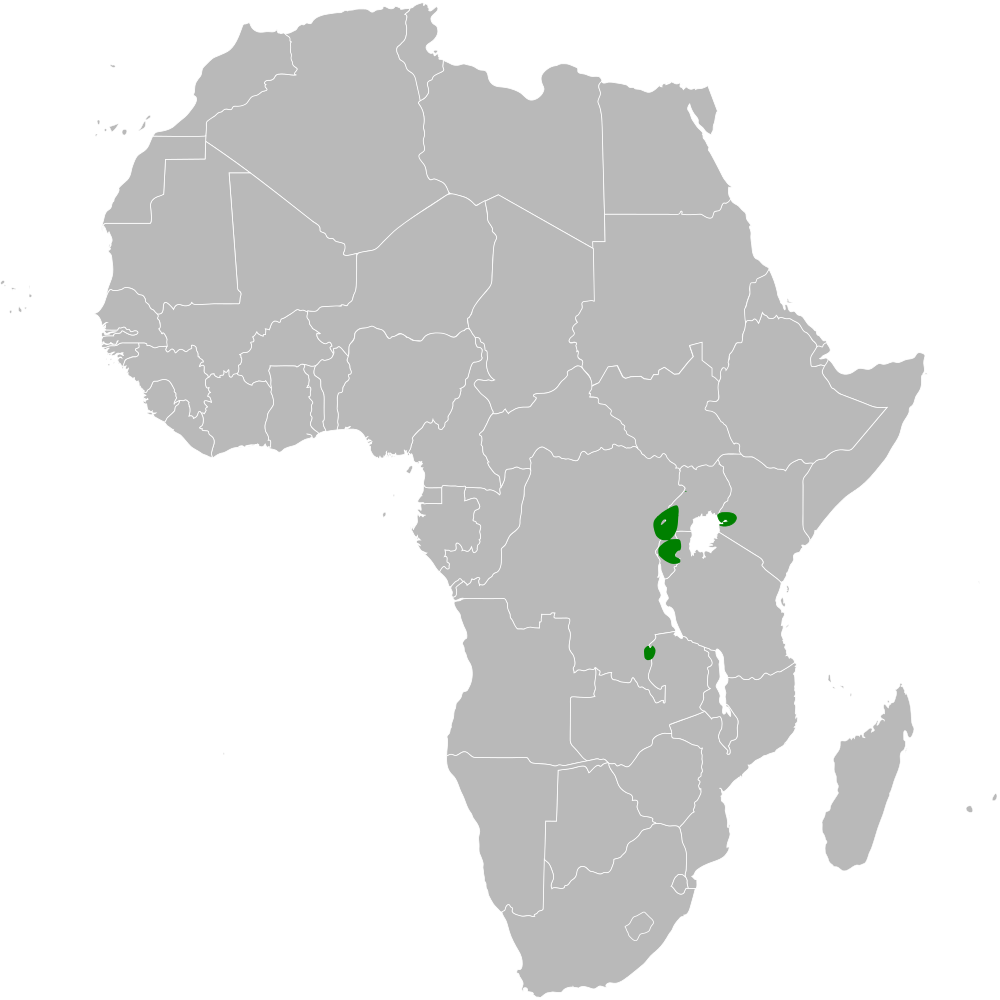
Verbreitung des Papyrusspötters:
ganzjähriges Vorkommen

Der Papyrusspötter kommt in Ostafrika in zwei kleinen, disjunkten Populationen vor. Die Nominatform kommt innerhalb der Demokratischen Republik Kongo in Kabare, an der Westküste des Eduardsees, in Kigba, am Visoke und an den Virunga-Vulkanen, innerhalb Ruandas am Ruhondo- und Bulerasee, in den Rugezi-, Muvumba- und Akanjarusümpfen und im Kagogo- und Kibayatal, innerhalb Burundis bei Karuzi, im Ndurumutal und beidseitig des Ruvuvus (auch auf der tansanischen Seite), innerhalb Ugandas in dessen Südwesten am Bunyonyi-See, am Mutanda-See, an der Ostküste des Eduardsees und am Georgsee sowie schließlich innerhalb Kenias am Kanyaboli-See in der Kisumu- und Kendu-Bucht vor. Die Unterart ssp. bensoni kommt nur im Mündungsgebiet des Luapula in den Mwerusee in Nordsambia und wohl auch in der banchbarten Demokratischen Republik Kongo vor. Alle Populationen sind Standvögel.

## Lebensraum
Der Papyrusspötter bewohnt – wie sein Name schon sagt – bevorzugt Papyrus-Sümpfe, aber auch Schilfgebiete (Röhricht) in feuchten Gebieten mit einem Jahresniederschlag von über 1000 mm. Dabei ist er auf Höhen von 1350 bis 2050 m anzutreffen.

## Fortpflanzung
Über das Fortpflanzungsverhalten ist wenig bekannt. Zwischen April und Juni wurden Vögel der Nominatform in Brutbereitschaft beobachtet.

## Systematik und Taxonomie
Die Art wurde im Jahr 1906 von William Robert Ogilvie-Grant als Chloropeta gracilirostris erstbeschrieben. Die Südosthänge des Ruwenzori-Gebirges in einer Höhe von rund 1100 m stellten die Terra typica dar. Die Zuordnung zur Gattung Chloropeta wurde durch das gelbe Gefieder und den verhältnismäßig breiten Schnabel begründet. Im Jahr 1940 stellten Claude Henry Baxter Grant und Cyril Mackworth-Praed jedoch die neue monotypische Gattung Calamonastides mit dem Papyrusspötter als Typusart auf, da sie durch seinen recht langen Schnabel und seine großen Füße eine Verwandtschaft zu den afrikanisch-madegassischen Rohrsängern vermuteten. Dies wurde durch genetische Analysen von Fregin et al. aus dem Jahr 2009 bestätigt, die ergaben, dass der Papyrusspötter näher mit den Rohrsängern als mit den anderen beiden Chloropeta-Arten (Natal- und Bergspötter) verwandt sei und deshalb in die monotypische Gattung Calamonastides gestellt werden müsse, wohingegen Natal- und Bergspötter zur Gattung Iduna gestellt wurden und die Gattung Chloropeta damit aufgelöst wurde.
Es werden zwei Unterarten anerkannt, zu ihrer Unterscheidung siehe Abschnitt Aussehen.
- C. g. gracilirostris (Ogilvie-Grant, 1906) – östliche Demokratische Republik Kongo, Ruanda, Burundi und Westkenia
- C. g. bensoni (Amadon, 1954) – Nordsambia

Es wurde bereits vorgeschlagen, die beiden Unterarten wegen einer abweichenden Schnabelform in den Artstatus zu erheben, was allerdings durch DNA-Analysen wegen großer genetische Ähnlichkeit nicht bestätigt wurde.

## Gefährdungssituation und Bestand
Die Art wird wegen der abnehmenden Bestände in der Roten Liste der IUCN als gefährdet (Vulnerable) eingestuft. Die Gesamtpopulation wird auf etwa 18.000 adulte Individuen und der Bestandsrückgang auf 30–49 % innerhalb von drei Generationen geschätzt. Das Verbreitungsgebiet umfasst noch etwa 235.000 km², wovon allerdings nur ca. 20 % bewohnt wird. Der Hauptgrund für den Rückgang ist Habitatverlust durch Trockenlegung von Feuchtgebieten zugunsten der Landwirtschaft und menschlicher Siedlungen. Dies wurde durch die Ausbreitung des Neophyten Pontederia crassipes (Dickstielige Wasserhyazinthe) am Victoriasee begünstigt, wodurch die Fischbestände zusammenbrachen und die Fischer ihr Einkommen verloren, sodass sie sich der Landwirtschaft zuwandten. Außerdem werden Papyrusbestände abgeerntet und zur Treibstoffherstellung oder im lokalen Handwerk verwendet.